# Teorema lui Lagrange (teoria grupurilor)
Teorema lui Lagrange afirmă că dacă G este un grup finit, atunci ordinul (numărul de elemente) al oricărui subgrup H divide ordinul lui G.

## Definiții
Definiția 1.
Fie  {\displaystyle H}  un subgrup al grupului  {\displaystyle (G,*).}  Se definesc relațiile de echivalență  {\displaystyle \rho _{H},\rho '_{H}}  (la stânga, respectiv la dreapta) pe  {\displaystyle G,}  după cum urmează:
{\displaystyle x\;\rho \;y\;\Leftrightarrow \;x^{-1}*y\in H}  și  {\displaystyle x\;\rho '\;y\;\Leftrightarrow \;y*x^{-1}\in H.} 

## Enunțul teoremei
Fie  {\displaystyle (G,*)}  un grup finit și  {\displaystyle H}  un subgrup al lui  {\displaystyle G.}  Atunci:
a) {\displaystyle ord\;(H)\;|\;ord\;(G);}
b) {\displaystyle ord\;(G)=ord\;(H)\cdot ord\;(G|H).}

## Demonstrație
Mulțimea elementelor lui G poate fi partiționată în clase cu același număr de elemente, care este egal cu numărul de elemente al lui H.
Partiționarea este definită printr-o relație de echivalență :
x~y dacă și numai dacă există un h în H astfel încât x = y.h
Se poate verifica ușor că aceasta este o relație de echivalență. Avem, în continuare,  
x~y dacă și numai dacă
x aparține lui y.H dacă și numai dacă
y aparține lui x.H
Așadar, clasa unui element x este x.H, care poate fi notată la fel de bine cu y.H, pentru orice element y echivalent cu x.
Însă orice clasă g.H are același număr de elemente cu H. Pentru a dovedi aceasta, trebuie scrisă o bijecție între elementele lui H și elementele lui g.H.
O bijecție este dată de
φ : H → g.H
x → g.x
Se verifică ușor că funcția φ definită mai sus este o bijecție.
Mai trebuie observat că H, ca mulțime, este la rândul ei o clasă de echivalență : H = 1.H
În concluzie, toate clasele H, g1.H, g2.H,.... au același număr de elemente, deci ordinul lui G trebuie să fie un multiplu al ordinului lui H.
Numărul de clase se numește indicele lui H în G și poate fi notat, de pildă, cu [G : H]. Q.E.D.
Prin a.B s-a înțeles mai sus mulțimea elementelor de forma a.b, unde b parcurge B.

## Exemplu

Grupul abstract G al rotațiilor prismei din imagine conține șase transformări, incluzând și identitatea, care transportă vârfuri în vârfuri. Putem considera, de pildă, numai rotațiile în jurul axei verticale. Avem așadar trei transformări care formează un subgrup H. Atunci :
|H| = 3 | 6 = |G|